# Saint-Ferme
Saint-Ferme – miejscowość i gmina we Francji, w regionie Nowa Akwitania, w departamencie Żyronda.
Według danych na rok 1990 gminę zamieszkiwało 369 osób, a gęstość zaludnienia wynosiła 18 osób/km² (wśród 2290 gmin Akwitanii Saint-Ferme plasuje się na 820. miejscu pod względem liczby ludności, natomiast pod względem powierzchni na miejscu 514.).